# Eurycantha
Genre
Eurycantha est un genre de phasmes de la famille des Phasmatidae, de la sous-famille des Eurycanthinae (ou des Lonchodinae et de la tribu des Eurycanthini selon les classifications).
À noter qu'une révision du genre Eurycantha serait nécessaire.

## Liste des espèces
- Eurycantha calcarata Lucas, 1869 (Papouasie-Nouvelle-Guinée)
  - Eurycantha ssp. (Indonésie)
- Eurycantha coronata Redtenbacher, 1908
- Eurycantha horrida Boisduval, 1835 (Papouasie-Nouvelle-Guinée)
- Eurycantha immunis Redtenbacher, 1908
- Eurycantha insularis Lucas, 1869
- Eurycantha latro Redtenbacher, 1908
- Eurycantha maluensis Günther, 1929
- Eurycantha micracantha (Montrouzier, 1855)
- Eurycantha portentosa Kirby, 1904
- Eurycantha rosenbergii Kaup, 1871